# Ruhesteinschanzen
Ruhesteinschanzen – kompleks skoczni narciarskich (największa o punkcie konstrukcyjnym K85), znajdujący się w niemieckim Baiersbronn.
Rekordzistką obiektu normalnego jest niemiecka skoczkini narciarska Juliane Seyfarth, która 9 lutego 2006 skoczyła 98 metrów.

## Dane o skoczni
- Punkt konstrukcyjny: 85 m
- Wielkość skoczni (HS): 90 m
- Punkt sędziowski: 90 m
- Rekord skoczni: 98 m  Juliane Seyfarth (09.02.2006)
- Długość rozbiegu: 78 m
- Nachylenie rozbiegu: 35°
- Nachylenie progu: 11°
- Wysokość progu: 3,95 m
- Nachylenie zeskoku: 36°